# Matrah
Matrah (ou Mutrah, Muttrah ; en arabe مطرح) est une ville portuaire du Sultanat d'Oman, située dans le golfe d'Oman, à l'ouest de Mascate – la capitale – dont l'agglomération l'englobe désormais.

## Population
Lors des recensements de 1993 et 2003, Matrah comptait respectivement 173 908 et 153 526 habitants.

## Économie

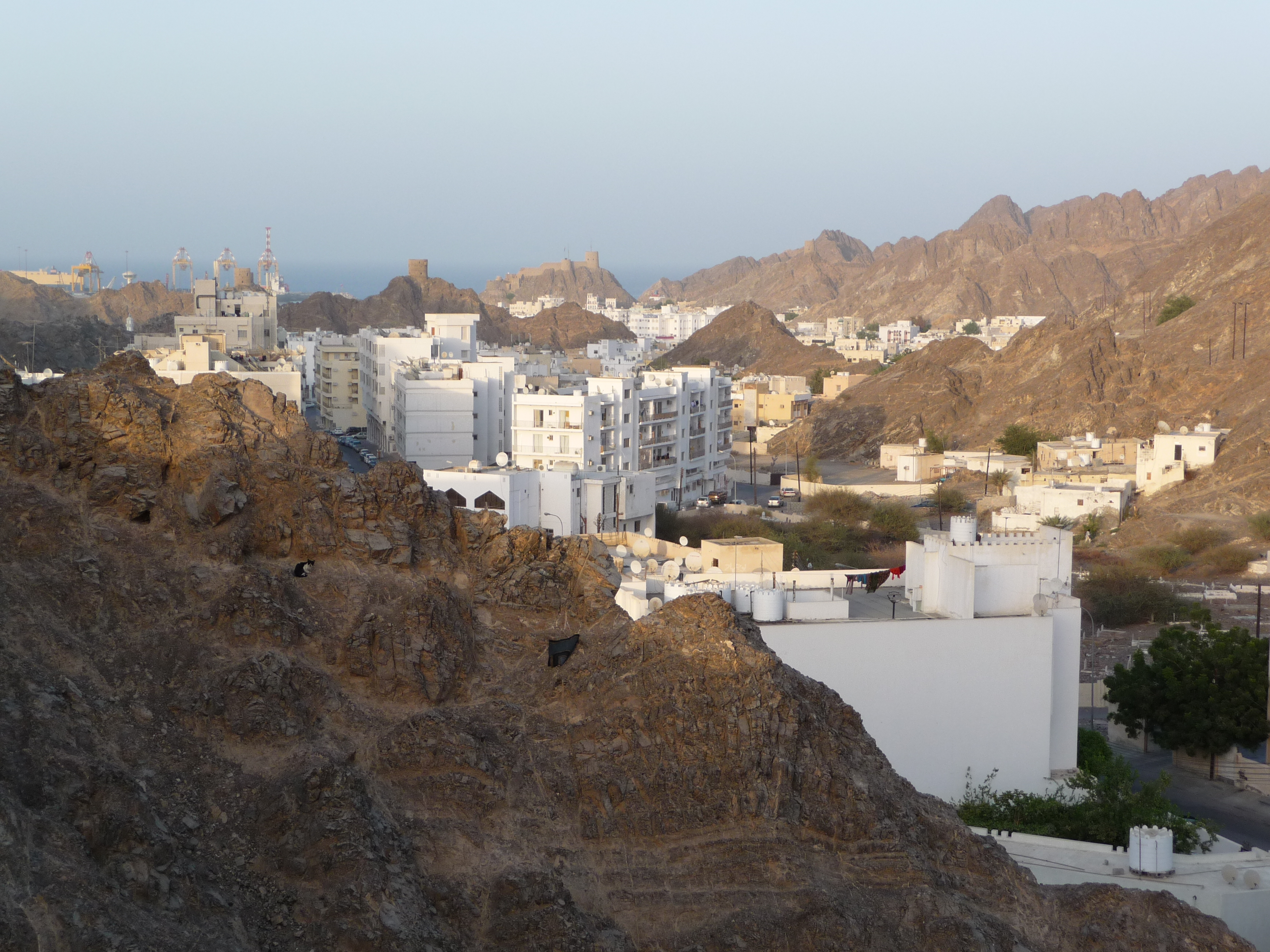
La ville, le port, les forts.

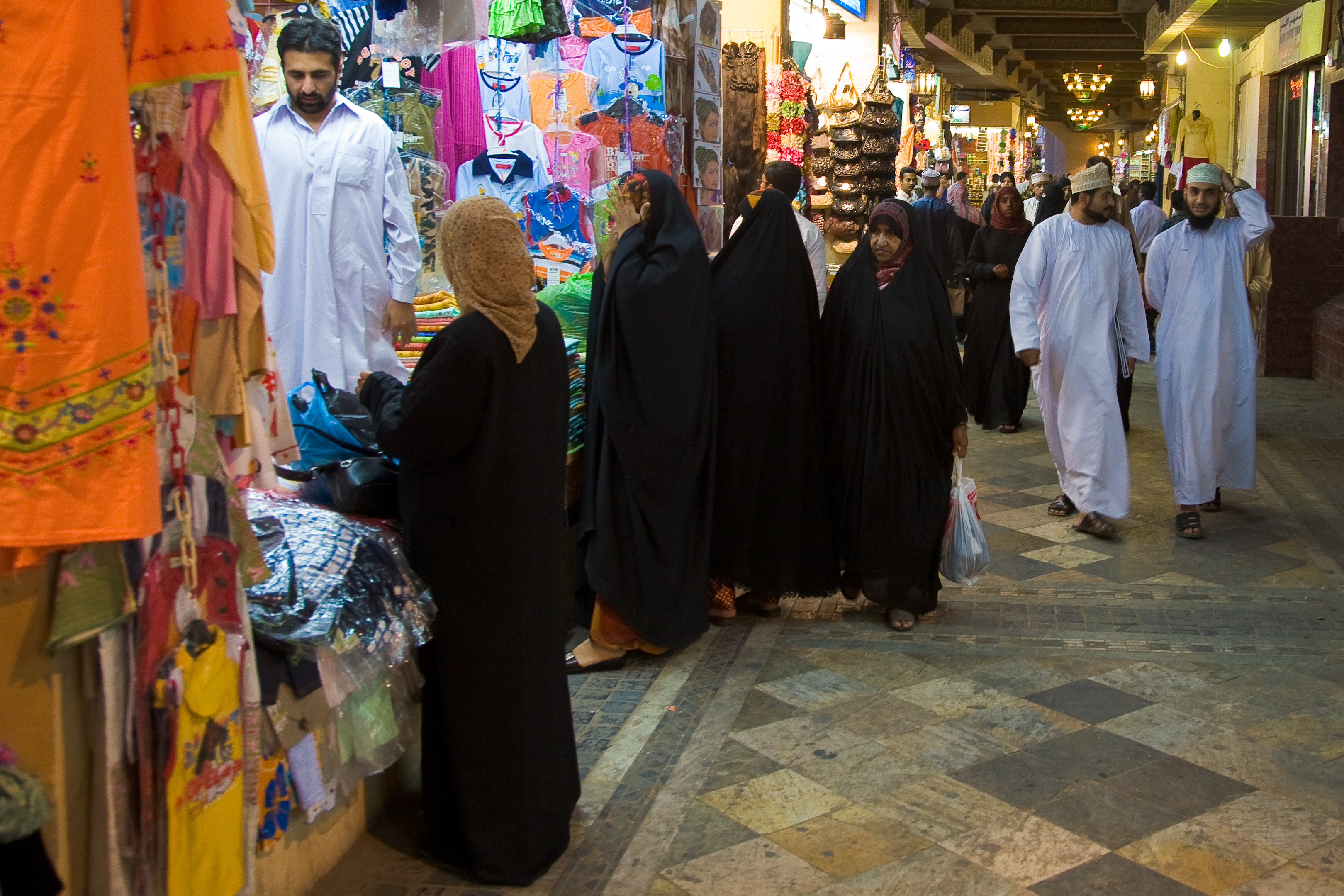
Une allée du souk.

Traditionnellement tournée vers la mer et le commerce, la ville est réputée pour son souk, le plus important du pays.

## Panorama

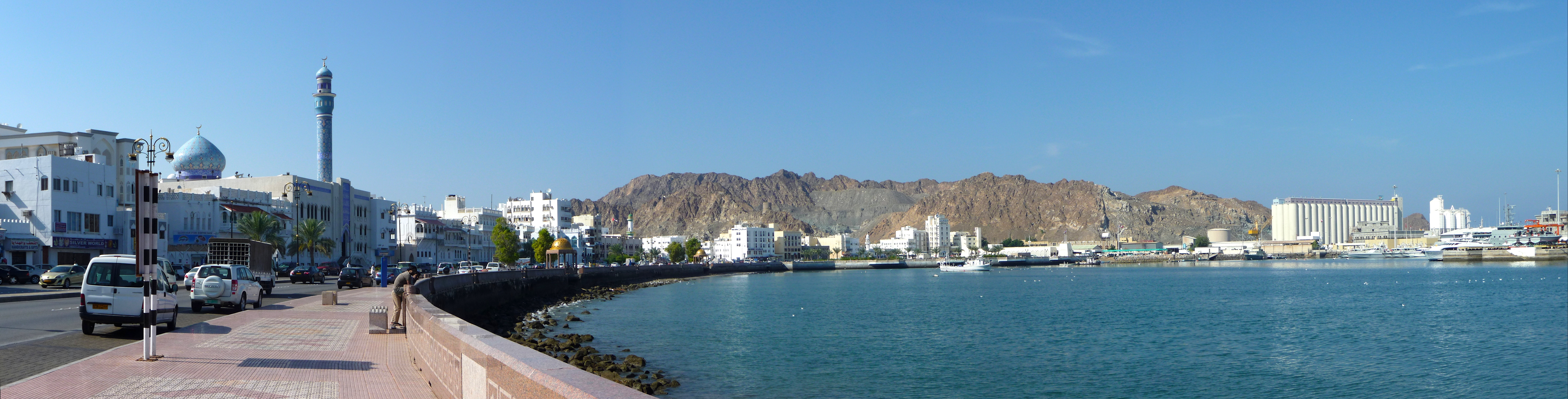
Panorama de la corniche à Matrah.